# Сомали на Олимпийских играх
Сомали принимала участие в 7 летних Олимпийских играх. Дебютировала на Играх в Мюнхене в 1972 году, однако затем пропустила Игры в Монреале и в Москве, и вернулись в Олимпийскую семью только в 1984 году на летних Олимпийских играх в Лос-Анджелесе. С тех пор участвовала во всех летних играх, кроме Олимпийских игр в Барселоне в 1992 году. Несмотря на продолжающуюся с 1988 года гражданскую войну, Сомали всё равно способно посылать на Игры маленькие делегации. В зимних Олимпийских играх спортсмены Сомали никогда не участвовали. Сомали никогда не завоёвывала олимпийских медалей.
Национальный олимпийский комитет Сомали был создан в 1959 году и принят в МОК в 1972 году.

## См.также
- Список знаменосцев Сомали на Олимпийских играх
- Сомали на Паралимпийских играх
- Сомали на Универсиадах
- Сомали на юношеских Олимпийских играх